# Nikki Sixx
 (janvier 2024).
Motif : Style et contenu de base non sourcé.

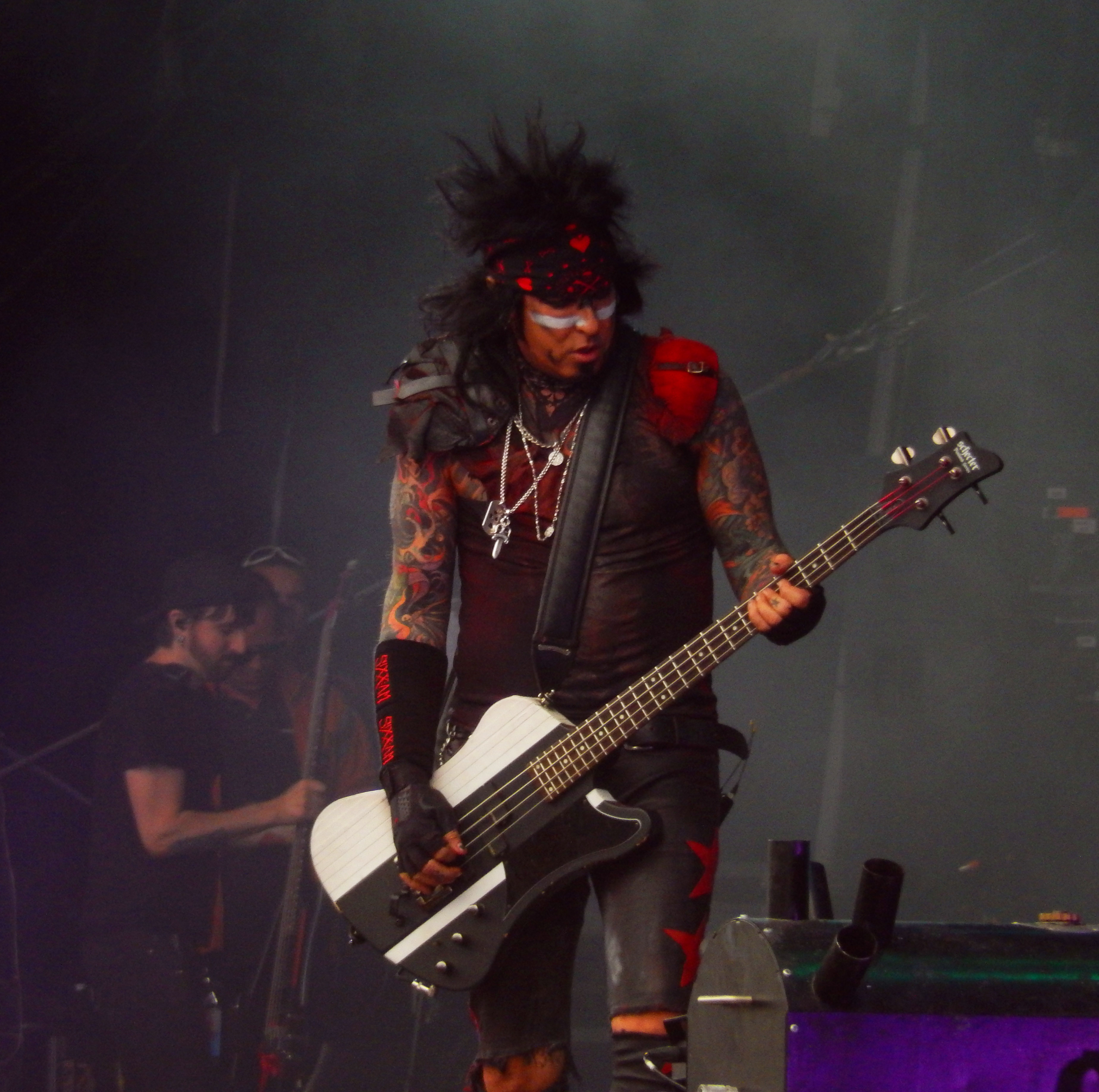
Nikki Sixx au Hellfest 2016

Frank Carlton Serafino Ferrana, Jr.,, mieux connu professionnellement sous le nom de Nikki Sixx, est un bassiste de rock américain, né le 11 décembre 1958 à San Jose, en Californie. Il est avec Tommy Lee l'un des fondateurs du groupe de glam metal Mötley Crüe, ainsi que son principal compositeur.

## Biographie

### Enfance et adolescence
Abandonné par son père pendant son enfance, Frank grandit élevé par sa mère Deana Haight, qui fut un temps chanteuse dans le groupe de Frank Sinatra. Ils menèrent une vie itinérante et quand Frank eut 4 ans, sa mère se remaria. Lorsqu'ils s'installèrent à Mexico alors que Nikki avait 6 ans, il vécut la meilleure époque de son enfance. Peu de temps après, ils rejoignirent les grands-parents de Frank, Tom et Nona Reese dans l'Idaho. C'est là qu'il reçut son premier phonographe, un jouet en plastique qui ne lisait que des singles.
Une année plus tard, ils déménagèrent tous à El Paso, au Texas. Alors qu'ils venaient à peine de s'y installer, ils déménagèrent de nouveau, cette fois pour Anthony, Nouveau-Mexique. Ils n'y restèrent cependant pas beaucoup plus longtemps, et un an plus tard, ils retournèrent vivre à El Paso. Là, le jeune Frank commença à voler des livres et des vêtements dans les casiers de son collège. Il volait aussi des bonbons dans les confiseries.
Il déménagea à Twin Falls dans l'Idaho, où il écouta beaucoup la radio. La première fois qu'il entendit Big Bad John de Jimmy Dean, il eut une révélation. « Ça y est », pensa-t-il. « C'est ça que j'ai toujours voulu faire. »

### Des débuts difficiles
Mais à cause des problèmes qu'il causait, ses grands-parents le renvoyèrent chez sa mère à Seattle. Là, il devait prendre le bus et attendre une heure et demie le second bus. Pour tuer le temps, il s'arrêtait devant un magasin de musique appelé West Music. Il rencontra également un rocker nommé Rick Van Zant, qui jouait dans un groupe et avait besoin d'un bassiste.
Un après-midi, Frank déambulait dans le West Music avec un étui à guitare vide. Il venait demander du travail et quand le vendeur eut le dos tourné, Frank dissimula une guitare dans l'étui. Il attendit le retour du vendeur, dit merci et sortit.
Il alla voir Rick avec la basse, pour lui montrer son instrument. "C'est une guitare, pauvre con", lui dit Rick. Nikki ne savait plus quoi dire, donc il mentit : "Je sais, je jouerai de la basse sur cette guitare." Il remplaça la guitare par une basse Rickenbacker blanche. Il ne savait rien jouer, mais commença à travailler son instrument très dur.
Il joua avec de nombreux groupes de Seattle, mais ne trouva pas ce qu'il cherchait. Il volait et buvait de plus en plus et se disputait avec sa mère chaque jour. Sa mère l'envoya rejoindre ses grands-parents.
Il n'eut pas de problème une fois là-bas, mais quand il rencontra le nouveau mari de sa tante Sharon, Don Zimmerman, il eut une nouvelle idée. Zimmerman était producteur à Los Angeles et il lui envoyait des cassettes et magazines de rock. Pour le futur Nikki, Los Angeles était comme le paradis. C'est alors qu'il déménagea à nouveau pour s'installer dans l'Idaho.

### La naissance de Mötley Crüe
Cette fois, il emménagea seul à Los Angeles. Après avoir fait des petits boulots dans un magasin de disques, d'alcool et après avoir vendu des téléphones, il rejoint un groupe nommé London. Il changea légalement de nom et se rebaptisa Nikki Sixx en 1980.
Il rencontra Tommy Lee après avoir quitté London et commença à jouer avec Greg Leon du groupe Suite 19. Ils formèrent un groupe ensemble, mais Nikki écarta rapidement Greg. Après quelques essais avec d'autres guitaristes, c'est Mick Mars qui fut choisi. Tommy sollicita Vince Neil, un ami de lycée pour occuper le rôle de chanteur : Mötley Crüe était né.

### Carrière

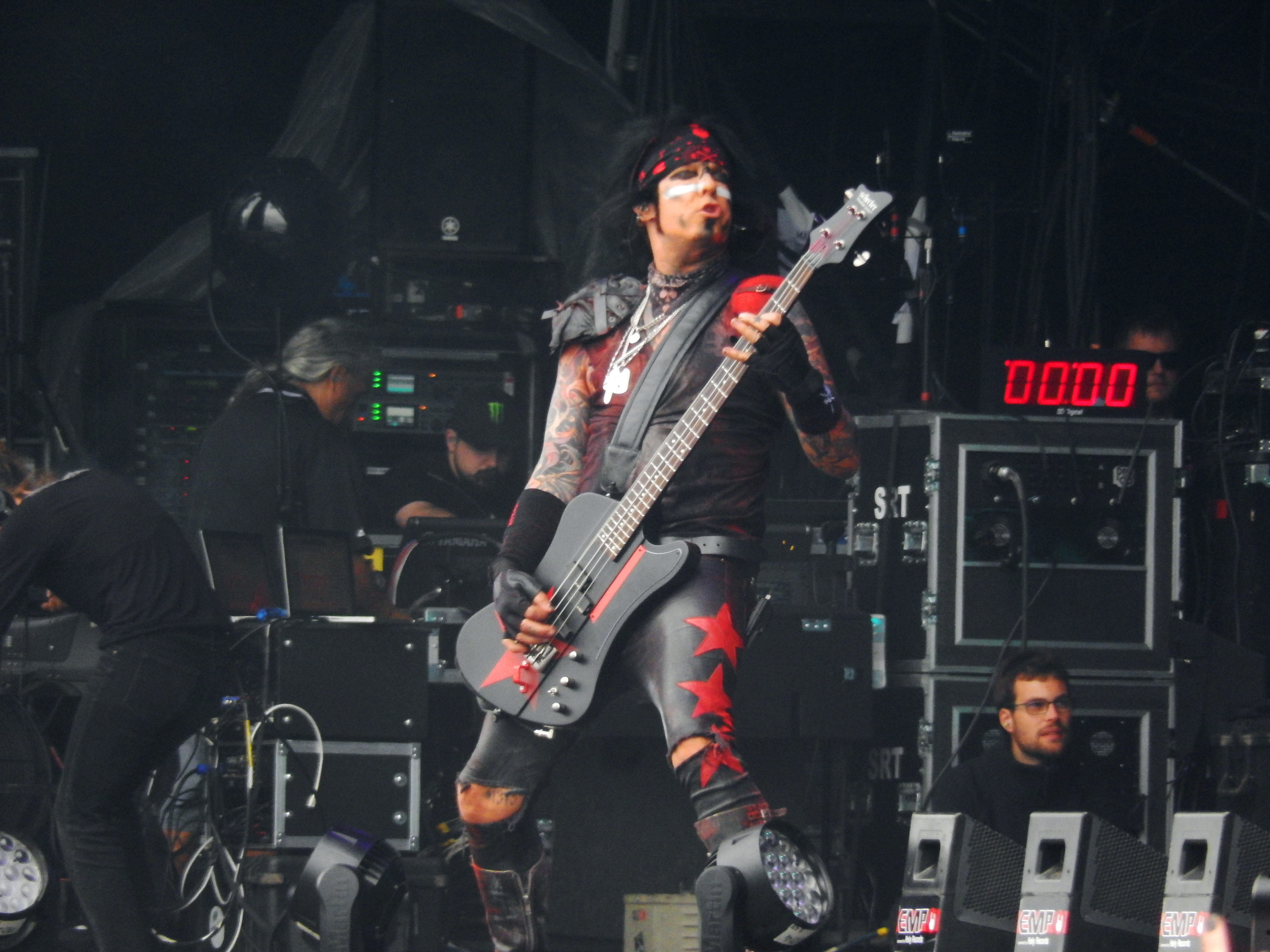
Nikki Sixx avec Sixx AM au Hellfest 2016

Le groupe va connaitre un succès durant les années 1980, et Nikki Sixx s'imposera en tant que compositeur principal. Cependant, le groupe va connaître des problèmes liés à la drogue qui manqueront de ruiner leur carrière. Nikki passe d'ailleurs près de la mort le 23 décembre 1987 après une overdose entraînant un arrêt cardio-respiratoire (cet incident lui inspirera le thème de la chanson Kickstart My Heart).
Les années 1990 seront des années difficiles pour Mötley Crüe, et Nikki va entreprendre deux projets parallèles : .58 et Brides of Destruction. En 1991, Sixx joua de la basse sur "Feed My Frankenstein" dans l'album Hey Stoopid d'Alice Cooper. Sixx a aussi coécrit la chanson "Die For You", en compagnie de Cooper et du guitariste de Mötley Crüe Mick Mars (qui y joue de la guitare).
En 2004, alors que Mötley Crüe semble plus ou moins tombé dans l'oubli, le groupe se reforme pour un best of et une tournée mondiale, ce qui peut laisser présager un second départ pour la bande. Le groupe a également sorti un album en 2009.
Il possède un modèle de basse 4 cordes signature chez Gibson (Epiphone) : la Nikki SIXX Blackbird.
Il a sorti son livre Heroin Diaries, ainsi qu'un disque, Sixx: A.M the Heroin diaries soundtrack (21 août 2007).
Nikki Sixx a sorti en mai 2011 son nouveau livre, This Is Gonna Hurt, couplé avec la sortie d'un nouvel album éponyme de son groupe Sixx AM.

## Vie privée
D'octobre 1990 à septembre 1995 Sixx sera marié à une mannequin Play-boy, Brandi Brant, avec qui il aura 3 enfants. 
- Gunner Nicholas Sixx née le 25 janvier 1991

- Storm Brieann Sixx née le 14 avril 1994

- Decker Nilson Sixx née le 23 mai 1995

Il aura une fille avec la modèle et actrice Donna D'Errico prénommée Frankie-Jean Sixx née le 2 janvier 2001 
Il a partagé la vie de la tatoueuse Kat Von D, qui a joué dans la série L.A. Ink. Après 4 ans de vie commune, il s'est marié au mannequin Courtney Bingham (mars 2014) avec laquelle il a eu une fille prénommée Ruby (née en 2019).